# Classic Asia: Universal Masters Collection
Classic Asia: Universal Masters Collection es un álbum recopilatorio de la banda británica de rock progresivo Asia, el cual fue digitalmente remasterizado y fue publicado en 2002.
Este disco contiene los grandes éxitos de la banda como «Heat of the Moment», «Only Time Will Tell», «Don't Cry»  y «The Smile Has Left Your Eyes», entre otros. Además contiene otros temas que se encuentran en los tres primeros álbumes de estudio de la banda Asia, Alpha y Astra, publicados en 1982, 1983 y 1985 respectivamente. 

Cabe mencionar que nueve de las diecisiete canciones que están enlistadas en este recopilado estuvieron entre los 40 primeros lugares del Mainstream Rock Tracks de Billboard.

## Lista de canciones
| Side one |                                |                                      |          |  |
| N.º      | Título                         | Escritor(es)                         | Duración |  |
| 1.       | «Go»                           | John Wetton / Geoff Downes           | 4:09     |  |
| 2.       | «The Smile Has Left Your Eyes» | John Wetton                          | 3:14     |  |
| 3.       | «Sole Survivor»                | Wetton / Downes                      | 4:48     |  |
| 4.       | «Heat of the Moment»           | Wetton / Downes                      | 3:51     |  |
| 5.       | «Wildest Dreams»               | Wetton / Downes                      | 5:12     |  |
| 6.       | «Don't Cry»                    | Wetton / Downes                      | 3:33     |  |
| 7.       | «Only Time Will Tell»          | Wetton / Downes                      | 4:46     |  |
| 8.       | «Cutting It Fine»              | Wetton / Downes / Steve Howe         | 5:38     |  |
| 9.       | «Without You»                  | Wetton / Howe                        | 5:05     |  |
| 10.      | «Time Again»                   | Wetton / Downes / Carl Palmer / Howe | 4:46     |  |
| 11.      | «One Step Closer»              | Wetton / Howe                        | 4:16     |  |
| 12.      | «The Last to Know»             | Wetton / Downes                      | 4:40     |  |
| 13.      | «The Heat Goes On»             | Wetton / Downes                      | 5:00     |  |
| 14.      | «Eye to Eye»                   | Wetton / Downes                      | 3:11     |  |
| 15.      | «Never in a Million Years»     | Wetton / Downes                      | 3:48     |  |
| 16.      | «Open Your Eyes»               | Wetton / Downes                      | 6:25     |  |
| 17.      | «Too Late»                     | Wetton / Downes / Palmer             | 4:13     |  |

## Formación
- John Wetton — voz principal y bajo
- Geoff Downes — teclados y coros
- Carl Palmer — batería
- Steve Howe — guitarra
- Mandy Meyer — guitarra (en las canciones «Go» y «Too Late»)